# Тюменский драматический театр
Тюме́нский большо́й драмати́ческий теа́тр — драматический театр в Тюмени, существующий с 1858 года. На данный момент у театра самое большое здание из всех драматических театров России.

## История
Тюменский драматический театр входит в число самых известных драматических театров России, работающих  за пределами столиц. Площадь театра составляет 36 000 квадратных метров.
Театральное искусство в Тюмени ведёт свою историю с середины XIX века, переживая в разные годы периоды расцвета, связанные с различными эстетическими программами и направлениями своего развития. 
Начало театральному искусству в Тюмени положили театрализованные игры на Масленицу и Пасху, костюмированные шествия с ряжеными, на Ярмарочной площади Тюмени сооружались балаганы, разыгрывались кукольные и цирковые представления. 
С начала 1850-х годов в Тюмени также организовывались небольшие любительские труппы, и они стали неотъемлемой частью городской культурной жизни, а средства от их деятельности предназначались на различные благотворительные цели. В 1857—1858 году в городе началось активное формирование любительского театра.
Весомый вклад в развитие театрального искусства Тюмени внес купец первой гильдии Андрей Иванович Текутьев, организовав в 1890 году собственный частный театр.
Новый этап развития Тюменского театра наступил в  1919 году — театр стал государственным учреждением.
За свою историю театр неоднократно менял своё имя. В 1919 году ему было присвоено имя В. И. Ленина, а в 1924 году театр стали именовать Камерным. В 1935 году театр назван «Тюменский государственный драматический театр имени 17-й годовщины Рабоче-крестьянской Красной Армии». В августе 1944 года, в связи с образованием Тюменской области театр получил статус областного.
В 1935 году Тюменский театр въехал в здание, переоборудованное в театр из бывшего соляного склада купца А. И. Текутьева, которое находилось на пересечении нынешних улиц Первомайской и Герцена. В этом здании театр находился в течение 73-х лет.
Во время Великой Отечественной войны 1941-1945 годов, Тюменский театр работал без единого выходного. Тюменские артисты выходили на родную сцену, выезжали в госпитали, в  театре была созданы мобильные концертные бригады.
В 1961 году у Тюменского областного драматического театра появился главный режиссёр - заслуженный деятель искусств Евгений Анатольевич Плавинский, занимавший эту должность более 20 лет, которые стали временем взлёта Тюменской драмы, её расцвета. 
В 1976 году впервые в истории Тюменского театра его актёру было присвоено почётное звание народного артиста РСФСР. Его удостоился Георгий Иванович Дьяконов-Дьяченков. С тюменским театром драмы связаны творческие судьбы народных артистов СССР Евгения Матвеева и Владимира Краснопольского, народных артистов России Валентины Литвиновой, Ирины Аркадьевой, Петра Вельяминова.
В 1985 - 1990 годах художественное руководство Тюменским театром осуществлял  главный режиссёр — Александр Михайлович Цодиков.  
С 1994 по 2008 годы главным режиссёром был Алексей Иванович Ларичев. С приходом Ларичева в жизни Тюменской драмы начался новый период, спектакли второй половины 1990-х - начала 2000-х имели невероятный успех у зрителей всех поколений тюменцев. Эти спектакли получали награды на российских и международных фестивалях, признание во время гастролей на самых прославленных сценах России. Один из них, «Эквус», вошёл в число лучших постановок в стране и был снят на плёнку для всероссийского показа по телевидению.
В 2008 году Тюменский драматический театр переехал в новое здание в центре города, построенном для него Правительством Тюменской области.
В 2011 году директором был назначен Сергей Вениаминович Осинцев.
В управлении Тюменским драматическим театром отсутствует должность главного режиссёра. Театр выбрал вариант работы, при котором приглашаются востребованные режиссёры на разовые постановки. Это оказалось более выгодно как с экономической, так и с творческой точек зрения. Исходя из оценки работы театра профессиональными экспертами-критиками, зрителями и самими актёрами, а также с позиции исторического развития Тюменского драматического театра, выбранный путь на данном этапе себя оправдывает.
За последние пять лет Тюменский драматический театр принял участие в ряде крупных театральных фестивалей, конкурсов, получил высокую оценку своей деятельности от ведущих театральных критиков страны. Театр признан «самым большим драматическим театром России» и ныне именуется «Большим».
Тюменский драматический театр ежегодно принимает участие в российских и международных театральных форумах, конкурсах, фестивалях:
- Артисты театра Кутьмин С. П., Махнева Е. Е., Тихонов А. В., Козлова Е. А. являются Лауреатами Гранта Правительства Тюменской области «За высокие достижения в театральном искусстве Тюменской области» в различных номинациях.
- Два спектакля текущего репертуара театра, а именно: монодрама «Крейцерова соната» по повести Л. Н. Толстого и «С любимыми не расставайтесь» по пьесе А. М. Володина, впервые в истории Тюменского театра вошли в Long List Российской Национальной театральной премии «Золотая Маска» в 2015 и в 2017 годах.
- Тюменский драматический театр в 2016 году награждён дипломом за второе место в номинации «Культура» в рейтинге «Твердые знаки» проекта газеты «Коммерсантъ».
- Тюменский драматический театр в 2017 году награждён дипломом за первое место в номинации «Культура» в рейтинге «Твердые знаки» проекта газеты «Коммерсантъ».
- Межрегиональный театральный фестиваль-конкурс «Ново-сибирский Транзит», спектакль «Мольер». Премия «За честь и Достоинство» (Новосибирск, 2012).
- Всероссийский интернет-конкурс «Лучший театральный плакат», проводимый Союзом Театральных Деятелей РФ. Лауреат первой степени за плакат к спектаклю «Олеся» (Москва, 2012).
- Российский национальный фестиваль театрального искусства для детей «Арлекин». Спектакль «Щелкунчик». Премия «Лучшая сценография» (Санкт-Петербург, 2013).
- Международный театральный фестиваль «Золотой Витязь» под патронажем Патриарха Московского и Всея Руси Кирилла. Спектакль «Старший сын». Премия «Лучшая мужская роль – з.а. Кутьмин С. П.», «Лучший режиссёр – Никитина Е. В.».  (Москва, 2013).
- V Международный театральный фестиваль «ArtОкраина». Спектакль «Крейцерова соната». Премия «Лучшая мужская роль — артист Тихонов А. В.» (Санкт-Петербург, 2014).
- Межрегиональный театральный фестиваль-конкурс «Ново-сибирский Транзит», спектакль «Дни Турбиных». Премия «Лучшая мужская роль второго плана — артист Аузин Н. Н.» (Новосибирск, 2014).
- III Всероссийский «Такой фестиваль». Спектакли «Три товарища» и «Крейцерова соната». Премия «Лучший спектакль большой формы» и «Лучший спектакль малой формы» (Санкт-Петербург, 2014).
- XII театральный фестиваль «Снежность». Спектакль-мюзикл «Кот в сапогах». Лауреат фестиваля (Челябинск, 2014).
- II Всероссийский театральный фестиваль "MONOfest". Спектакль «Крейцерова соната». Лауреат фестиваля. Премия «Приз зрительских симпатий» (Пермь, 2015).
- XII Международный театральный фестиваль — конкурс «Камерата». Спектакль «Крейцерова соната». Лауреат второй премии (Челябинск, 2015).
- Всероссийский театральный фестиваль им. М. Горького. Спектакль «Крейцерова соната». Лауреат фестиваля (Нижний Новгород, 2015).
- II Всероссийский молодёжный театральный фестиваль им. В. С. Золотухина. Спектакль «Ромео и Джульетта». Премия «Лучшая мужская роль второго плана – з.а. Обрезков В. И.», «Надежда сцены – Илюшина С. В., Подлесная Е. П.», «Лучшие костюмы», «Лучшее пластическое решение» (Барнаул, 2016).
- XXIII Пушкинский театральный фестиваль. Спектакль «Дни Турбиных». Премия «Лучший спектакль фестиваля» (Псков, 2016).
- 31 Международный фестиваль «Липецкие театральные встречи». Спектакль «Ветер в тополях». Премия «Лучшая режиссура – Баргман А. Л.» и «Лучший актёрский ансамбль – Осинцев С. В., Тихонов А. В., Скобелев С. В.» (Липецк, 2016).
- XXII Международный фестиваль «Славянские театральные встречи». Спектакль «Крейцерова соната». Лауреат фестиваля (Брянск, 2016).
- XIII Всероссийский театральный фестиваль «Пять вечеров» им. А. М. Володина. Лауреат фестиваля (Санкт-Петербург, 2017).
- В 2016 году Тюменский драматический театр получил грант Правительства Тюменской области на постановку спектакля «С любимыми не расставайтесь».
- В 2017 году Тюменский драматический театр получил грант Правительства Тюменской области на постановку спектакля «Кадриль».

Тюменский драматический театр – один из лидеров гастрольной деятельности в Сибири. За последние несколько лет провёл гастроли в Томске, Кемерово, Новокузнецке, Магнитогорске, Тобольске, Санкт-Петербурге, Пскове, Екатеринбурге, Ижевске.
- принимал участие в крупных межрегиональных гастрольных проектах «Театральный перевал-2012» и «Театральные просторы-2014», проходивших при поддержке Министерства культуры РФ и Департамента культуры Тюменской области;
- осуществил обменные гастроли с Русским драматическим театром Удмуртии, проходившие при поддержке федеральной программы «Большие гастроли-2017» Министерства культуры РФ;
- осуществил обменные гастроли со Свердловским академическим театром драмы, проходившие при поддержке федеральной программы «Большие гастроли-2017» министерства культуры РФ.

Одним из направлений деятельности Тюменского драматического театра является организация и проведение благотворительных, социальных, нравственно-патриотических мероприятий и акций:
- Благотворительный показ спектакля «Ханума». Все деньги от проданных билетов направлены на счёт проекта «Ключ к жизни» Тюменского регионального медицинского общества. Благотворительный проект социального партнёрства «Ключ к жизни» стартовал по инициативе губернатора Тюменской области Владимира Владимировича Якушева и стал ярким примером объединения усилий государства и граждан в оказании дополнительной помощи тяжело больным детям (2016 год).
- Впервые в России, в Большом зале Тюменского драматического театра прошёл показ спектакля «Эшелон» по пьесе М. Рощина с живым тифлокомментарием (словесным пояснением происходящего на сцене для слепых и слабовидящих людей). Эта уникальная благотворительная акция для людей с ограниченными возможностями здоровья состоялась благодаря поддержке Департамента культуры и Департамента социального развития Тюменской области. Выбор спектакля не случаен, он посвящён 70-летию Победы в Великой Отечественной войне (2016 год).
- Проект «Песни памяти» — уличный концерт, посвящённый тюменским актёрам, выступавшим в составах фронтовых концертных бригад во время Великой Отечественной войны (2017 год).
- Проект «Монологи о Родине» — уличное мероприятие, посвящённое Дню России (2017 год).
- Ежегодно в течение театрального сезона Тюменский драматический театр играет лучшие спектакли из своего классического репертуара для пенсионеров, ветеранов, людей с ограниченными возможностями по здоровью, граждан из малообеспеченных семей и других льготных категорий граждан.
- В 2017 году впервые в истории Тюменского драматического театра прошла прямая онлайн-трансляция новогоднего спектакля «Стасик, играй! » в сети Интернет. Спектакль смогли посмотреть не только жители региона, но и все желающие в любом уголке земного шара.

## Актёры, ранее игравшие в театре
Указаны годы работы в театре.
- Панов Вениамин Данилович (1924—2015), заслуженный артист России (1999).
- Бузинский, Анатолий Сергеевич (1978—2015), заслуженный артист России.
- Вельяминов, Пётр Сергеевич (1955—1958), народный артист РСФСР.
- Дьяконов-Дьяченков, Георгий Иванович (1950—1984), народный артист РСФСР.
- Матвеев, Евгений Семёнович (1946—1948), народный артист СССР.
- Литвинова Валентина Алексеевна (род. 1932), народная артистка РСФСР, работала в Тюмени в 1964—69 гг.

## Текущий репертуар (167-й сезон)

### Большой зал
- «Молодость» по мотивам пьесы «Месяц в деревне» И. С. Тургенева
- «Восемь женщин» Робер Тома
- «Ветер в тополях» Сиблейрас Ж.
- «Тартюф» Жан-Батист Мольер
- «Испанская баллада» Лион Фейхтвангер
- «Стасик, играй!» Георгий Голубенко, Леонид Сущенко, Валерий Хаит
- «Ханума» А. Цагарели, Г. Канчели
- «Только для женщин» Энтони МакКартен, Стефан Синклер
- «Один слуга, два господина» Ричард Бин по мотивам пьесы Карло Гольдони "Слуга двух господ"
- «Семейка Аддамс» Маршалл Брикман, Рик Элис, Эндрю Липпа
- «Ричард III» Шекспир У.
- «Каренин.А» по мотивам романа Льва Толстого «Анна Каренина»
- «Вечера на хуторе близ Диканьки»/ «Ночь перед Рождеством» пьеса Евгения Кармазина по мотивам повестей Н.В. Гоголя
- «Пугачев» пьеса Ольги Погодиной-Кузминой по мотивам повести А.С. Пушкина «Капитанская дочка»
- «Ч-Чайка» по мотивам пьесы Антона Чехова "Чайка"
- «Наш городок» Торнтон Уайлдер
- «Из жизни ископаемых» Фредерик Строппель
- «Бесприданница» Александр Островский
- «Две королевы» Фридрих Шиллер
- «Биография из леса» по роману Феликса Зальтена
- «Бег» по пьесе М. Булгакова
- «Срочно купим слона» по рассказу Куприна "Слон"

### Малый зал
- «Соло для часов с боем» Освальд Заградник
- «Кадриль» Владимир Гуркин
- «Анна Франк» Ася Волошина
- «Новеченто (1900-й)» Алессандро Барикко
- «Дом Бернарды Альбы» Федерико Гарсиа Лорка
- «Королева красоты» Мартин Макдонах
- «Завтра была война» Борис Васильев

#### Детские спектакли/семейные мюзиклы
- «Царевна-лягушка» Егор Шашин, Наталья Кузьминых
- «Снежная королева» Егор Шашин, Евгений Муравьев
- «Сказки 1001 ночи» Артём Абрамов, Андрей Усачёв

### Сцена «Молодость»
- «Оглянись во гневе» Джон Осборн
- «Ухо Ван Гога» по письмам Ван Гога к брату Тео
- «Крейцерова соната» Лев Толстой
- «Жанна» по поэме Романа Габриа

### Сцена«АРТ-кафе ТБДТ»
- стендап-комедия Кристины Тихоновой «Мой блистательный развод» Джеральдина Эрон
- «Медовый человек» Евгения Скирда
- «Love is...» драмеди о последней любви